# Arsinoë (Tochter des Nikokreon)
Arsinoë (altgriechisch Ἀρσινόη Arsinóē) war in der Griechischen Mythologie die Tochter des Königs Nikokreon von Salamis auf Zypern aus dem vornehmen Geschlecht des Teukros.
Der elegische Dichter Hermesianax erzählte die Sage, dass der Phönizier Arkeophon, Sohn des Minyridas, sich in Arsinoë verliebte, aber von ihr hochmütig abgewiesen wurde. Seine unerwiderte Liebe trieb Arkeophon schließlich dazu, sich zu Tode zu hungern. Doch Arsinoë schaute nur höhnisch aus dem Fenster, als seine Leiche vorbeigetragen wurde. Wegen dieser Hartherzigkeit wurde sie von Aphrodite zu Stein verwandelt.
In leicht abweichender Fassung berichten dieselbe Geschichte der römische Dichter Ovid und der griechische Philosoph Plutarch. Beide Autoren geben der hochmütigen Königstochter aber jeweils andere Namen: bei Ovid heißt sie Anaxarete, bei Plutarch Leukomantis.